# 潘儯
潘儯（？—？），字文起，號南吾，江西南昌府武寧縣人，民籍，明朝政治人物。

## 生平
嘉靖三十四年（1555年）乙卯科順天府鄉試第二名舉人。嘉靖三十八年（1559年）中式己未科三甲第一百一十五名進士。官道州知州。

## 家族
曾祖潘長貴；祖父潘忠鑾，壽官；父潘璣，母黃氏。